# Andoques
Els andoques o paasiaja és el poble indígena que habita actualment en la part inferior del caño Aduche, corregiment de Puerto Santander (Amazones) i al riu Caquetá, a baix d'Araracuara. Els andoques es designen a si mateixos com pʌʌsíʌhʌ, que significa "gent de la destral" (Landaburu 1976, 83).

## Història
Els andoque vivien immemorialment a rius de l'alt Cahuinarí (Yacapeché, Duché) i als rius Monochoa, Aduche i Quinché, tributaris del Caquetá. Una altra part estaven localitzats al tram Araracuara-riu Quinché. S'estimava la seva població en 10.000 persones en 35 llinatges patrilineals. Eren coneguts pels seus veïns com a proveïdors de destrals de pedra de qualitat, ja que coneixien i controlaven el lloc on es trobaven les pedres més dures, aptes per a la seva fabricació.
Durant la febre del cautxú, al començament del segle xx, van ser víctimes de l'explotació esclavista de l'empresa Peruvian Amazon Company o Casa Arana, que va perpetrar un veritable genocidi entre els nadius. Segons la tradició oral, després del fracàs de la rebel·lió dels indígenes amazònics, dirigida per Yorocaamena, només un petit nucli d'andoques va aconseguir sobreviure o escapar a la deportació executada pels cautxers. Tal nucli va ser en part aglutinat pel llavors jove andoque, Hiñeko, fill d'un cap de la mateixa ètnia, deportat.
Els majors, en el grup supervivent, es van oposar a la construcció de noves malocas (cases comunals) ja que implicaria l'extermini del grup. Temien que en trobar-se en malocas serien més vulnerables. Alhora van interioritzar un procés de rebuig del ritual, com a resultat de la derrota experimentada. Els joves van assumir, llavors, la iniciativa de reactivar la vida ritual i comunitària. Hiñeko va trobar un peix penjat a la porta de la seva casa unifamiliar i va interpretar aquest fet com a signe que havia de construir una maloca, promoure les cerimònies i rituals tradicionals, així com els llaços d'aliança lligats amb ells.
Uns vint supervivents que van propiciar un procés de ressorgiment cultural molt notori i van aconseguir el reagrupament, de manera que en la localització actual, als resguards d' Aduche, Nunuya Villa Azul i Predio Putumayo, conviuen prop de 200 andoques, que es caracteritzen per un especial zel per defensar la seva llengua, cultura, usos i costums. No obstant això, a conseqüència de la relocalització compulsiva de la població nativa per part de la companyia cauchera encara es troben en el Ampiyacu, Perú, alguns indígenes andoque.

## Economia
La subsistència dels Andoques es basa en l'agricultura itinerant. Obren chagras cada tres anys i després les abandonen per a permetre que la selva es mantingui. Usen el sistema de tomba i crema. L'home és l'encarregat de tombar, mentre que les dones s'encarreguen de la crema, sembra, cuidat de la chagra i collita. Els cultius principals són la iuca amarga (dɨhakopi), chontaduro (noêpa), plàtan, nyam, carabassa, pinya i ají. En una mateixa xagra pot haver-hi entre 8 i 15 espècies conreades diferents.
La caça i la pesca són un complement fonamental de la dieta, encara que ara es practiquen amb instruments adquirits, com a escopetes, anzuélos metàl·lics i fils sintètics. Continuen fabricant canastres i altres útils de fibres vegetals, com les hamacas i sebucanes per a esprémer la iuca. A més, extreuen cautxú (tekamə) per a la venda.